# En ängels tålamod
En ängels tålamod var en tv-serie producerad av MTV Produktion som handlade om ängeln Gabriel (Peter Settman). Den sändes 18 februari–26 november 2001 i TV 4 i 24 avsnitt.

## Handling
Gabriel är en slags ängel vars uppdrag är att sprida ett fridfullt liv för en person utvald av Sankte Per, den ensamstående mamman Amanda och hennes två barn Ludde och Johanna. Amanda har ett hektiskt liv som frilansande journalist så hon anställer Gabriel som hembiträde. En komplikation för Gabriel är att grannen Bruno dels är syndväktare och vill leda in familjen i synd men också ständigt lägger an på både Amanda och hennes syster Sofie som för jämnan springer in och ut hos Amanda.
Till seriens titelmusik används sången "Ovan där", göteborgsbandets Stonefunkers sista studioinspelning tillsammans.

## Rollista
- Peter Settman - Gabriel Abrahamsson
- Cecilia Ljung - Amanda Östberg
- Reuben Sallmander - Bruno Barabbas
- Anna-Lena Hemström - Sophie Bromander
- Niclas Larsson - Ludvig Östberg
- Josefin Edvardsson - Johanna Östberg
- Brasse Brännström - Sankte Per
- Pär Brundin - Föreståndaren (avsnitt 1.5)
- Emy Storm - Faster Edith (avsnitt 2.2)
- Dag Malmberg - Polis (avsnitt 2.2)
- Henrik Dorsin - Datatekniker (avsnitt 2.2)